# 救濟麵
救濟麵，是1945年前後興起的中國麵條。美軍在中國抗日戰爭後留下大量糧食物資，尤其麵粉，而運回美國又賠本，遂把麵粉捐贈中華民國各地救濟組織。向中國饑民發的最初只是麵粉，但戰爭後製麵器具短缺，有饑民把麵粉賣掉換成金錢，救濟機構便把麵粉製成麵條才派發。此舉緩解了中國飢荒，也體現了當時的中華民國与美國關係。